# 教會 (教義憲章)
《教會》（拉丁語：Lumen gentium）教義憲章為梵蒂岡第二屆大公會議所發布的文獻，其正式名稱依照聖座文件的命名慣例取用其拉丁原文的首二個單詞來為該文件命名為「Lumen gentium」，直譯就是萬民之光。講述天主教會在天主教神學上的重要意義，教會體制、教會成員追求成聖的目標和修會制度。此外此文件還特別加上一章講述天主教的聖母學。

此文件草案在第一會期的1962年12月3日提出討論，但是由於時間不足的關係，被留到第二會期才再度提出。在大會第二期開始前，負責的神學小組參照了與會主教各自提供的意見修改了草案的內容，並把原先有十一章的草案精簡為四章。在大會第二期的討論中，與會者提出把第三章〈論天主子民特論平信徒〉，拆成〈論天主的子民〉與〈論教友〉二章的決議。此外考慮到了修會的特殊性，以及普遍成聖的神學觀，因此有了將〈論成聖的使命〉拆成論普遍的成聖以及論修會二章的提議，並在第三期的會議中獲得通過。此外又有人提議將聖母草案納入教會憲章中，加上教宗保祿六世提出了現世教會天上教會中之關連觀點的重要性，因此將此加入 憲章中。因此在第三期會議開始前負責的神學委員會又將教會的末世性與聖母學二章納入教會草案，最後第三期開始隔日的1964年9月15日提出討論。並在11月19日完成最後的表決。且由教宗保祿六世於1964年11月21日公布。

## 簡介
此憲章分成八個章節，分別是描述教會在神學上的意義，天主子民的定義，經由介紹主教的職務來描述教會的聖統制度，平信徒們在教會中扮演的腳色。教會成員們如何在日常中活出完滿的生活，修會成員們與整個教會的關係，世俗的教會與天上的教會的連結。以及聖母學的簡述。

### 〈論教會為奧跡〉
此章首先以聖父、聖子以及聖神三位一體對建造教會所扮演的角色為開場。之後則表示教會的存在就是為了作為天國的前導。
之後憲章整理了聖經中對於教會所做的比喻，如教會是羊棧、農田、聖殿以及聖城，以及基督的新娘。之後憲章也針對了基督奧體教會學做了詳細的說明，信徒們因為耶穌而結合成一個身體，並且靠著聖神獲得了種種恩惠。
最後，憲章說明了教會本身既是神聖的集合體，但同時也是俗世的組織。除了為了達成基督信仰中的得救而服務外，憲章更承認了教會作為旅行中的團體本身也會犯錯，並要時時自我更新以等待最後的結局。

### 〈論天主的子民〉
此章開頭以舊約的以色列民族說明，在新約的時代亦有一群人被召選為新的民族，此一民族是從各民族中選出的，並被稱為天主的子民。並且在其達到天國的來臨前，就已經被稱為基督的教會。
文中並說明，信徒們在受洗以及領受過聖神後，事實上都被賦予了普遍的司祭職。雖然此一職務和領受聖秩聖事的公務司祭職以及聖統司祭職有差異，但是信徒們因為這一職務也已不同的方式參與了教會的事務。此外教友們也能經由共同對信理的承認而扮演了先知職務的角色，並因聖神獲得了奇恩。
此外，由於天主的子民是分散在各個民族中的，其存在也是超出此一限制的。因此此一天主的子民就不會排擠各民族所保有的善良風俗，反而應該將之採納並聖化。同時這一大公性質也會出現在教會的成員間，成員們或擔任神職人員，或是加入修會都是扮演其特殊的角色。此外亦有抱有其特殊傳統的個別教會的存在，憲章在此肯定這些個別教會只要遵守教宗的權威，其特殊性不僅不會影響教會的合一，反而對其有益。
除了天主教的信徒外，非天主教的基督徒以及其他宗教的信徒，都與天主的子民有所關連，非天主教的基督徒們除了因為受洗，還有保有對天主的信仰而與教會有所聯繫。而其他宗教的成員們，或如猶太人以及伊斯蘭教 因為其對唯一天主的信仰而得救。或是雖然不認識天主，但是因為其對於真善的追求而不會因此而被隔絕於外。只是為了讓這些不認識天主的人能獲得解答，教會依然保有傳教的神聖任務。

### 〈論教會的聖統組織——特論主教職〉
此章節以主教為首介紹了教會中的管理者，並將主教職的起源歸因到耶穌召選了十二宗徒帶領教會開始。以天主教的觀點而言十二宗徒以聖伯多祿為首建立了教會的領導團體，並且在宗徒們辭世前選了其助手擔任其繼承者，因此形成了主教一職。而梵二大公會議也確認了主教職為聖秩聖事之圓滿。此外主教職權的行使必需與其和 全體主教團以及其首領教宗的共融下才有意義。
作為宗徒團的延續，主教團在教宗同意下也能行使對全體教會的最高權力。而各地主教們代表各自管轄的教區參與主教團的行動也代表了各地方教會與普世教會的結合。而且各主教間應保持良好的合作關係。憲章也承認了地方教會在不違反教宗的領導的前提下，保有其各自特色的權利。
憲章也介紹了主教的教理講授、禮儀的管理還有教會行政等三個職權。並介紹了司鐸以主教助手身分的職務。也鼓勵各教區恢復執事職的獨立性，比如設立終身執事的職務。

### 〈論教友〉
此章節介紹了教會中既非神職人員也非修會成員的成員，教友擔任了無法分心於世俗事務的神職人員們，在世俗中活出福音精神，藉此改變世界。雖然在教會體制中主教擔任了管理者的任務，但是從同為基督肢體的角度來看所有教會成員是平等的。
作為教會的成員，教友們也負有傳教的職責。同時也經由參與聖事執行了司祭職，以言行見證而盡了先知職，並在服務社會和推行道德中履行了王道責任。梵二會議也聲明，對於公民團體及法律固然要遵守，但是也應當反對違反信仰自由的政治行動。
對於主教等教會聖統管理者，教友固然要在教會事務上服從其管理權。但是憲章也強調教友保有的表達意見的權利，並且主教應當要衷心的聆聽教友的意見，並認真考慮其可行性，並且尊重教友們在俗事務上的自由。

### 〈論教會內普遍的成聖使命〉
此章節澄清了在天主教中並非只有神職人員或修道者有成聖的使命，就算是在俗的信徒也有在日常中過著聖善的生活的權利與義務。憲章也引用了聖經中的記載說明這件事的重要，信徒們因為虔誠與領洗而獲得恩寵，並被勸告要過著符合聖徒身分的生活，不過因為人也容易犯錯，就必須經常的反省與請求寬恕。
憲章也針對神職人員與身為父母或獨身的基督徒的角色闡述其如何善盡成聖使命，並特別說明「那些為貧困、疾病及各種災難所迫的人們，那些為正義而受迫害的人們，要知道他們與為世界的得救而受難的基督，特別契合在一起」
最後憲章又介紹了愛德，因為愛德所以耶穌做了犧牲。並且也略為介紹了選擇修道生活者體現聖道的方式。

### 〈論修會會士〉
憲章首先說明了貞潔、貧窮及服從三項福音勸諭的重要性，並從而表示修會團體就是由選擇遵守此三聖願的教會成員組成的，並非按造神職人員或教友的階級，而是集 結二者中的志願者組成的一種特別生活方式。修會會士經由遵守上述的三聖願，已將自己更加的獻身給天主。並為了愛德的緣故或以祈禱，或用實際行動來協助天國 的建立。由於修會的生活與效仿與見證天國的聖善有關，因此雖然其體系超脫教會的聖統制，但也與教會密不可分。
由於修會的特殊性質，因此一個完善發展的修會及其會士可以免除地方教會的管轄，而直屬於教宗，或因特例屬於宗主教，並依教會核准的會規自治。但若會士在教區任職，則必須服從主教的派遣。修會最重要的任務是向世界展現愛人的基督。並且在精神上與普世教會合作，以及在各處進行服務。以增進教會的聖德，光榮天主聖三。

### 〈論旅途教會的末世特質、及其與天上教會的聯繫〉
此章節敘述了作為物質世界的團體的教會，以及形而上的天上的教會之間的關係。以及現在的教會是為了在末日時降臨的天主之國而預備的性質。在天主教的神學，教會是耶穌所建造的，並由聖神運作。而信徒們則靠著信德對現世有所體悟，且對末世抱持信心。並未了日後的審判，慎言慎行以待其時。
在此之前，教會分成三個部分，分別在人間生活，煉獄洗罪，或是以榮登天堂。而在天堂上的重生信徒們與世上的教會間並未隔絕，聖人們賴著耶穌而為了世上的人祈禱。對於聖人，教會除了以敬禮尊崇，並以之為典範外。也以與天上教會間的團結與之聯繫，並藉此更靠近基督。同時大公會議也勸告對於聖人敬禮，要小心並更正流弊，使其「為基督及天主的更大光榮而存在」。

### 〈論基督及教會奧蹟中的天主之母榮福童貞瑪利亞〉
此章節為聖母學的總整理，首先敘述了聖母在天主教的重要地位。天主教認為聖母擔任了使耶穌降生於世的重要人物，梵二大公會議則藉由憲章的最後一節簡述了聖母瑪利亞的一些特質，並不參與教會神學研究中的爭執。
早在《舊約》〈創世紀〉中，就有提及有一日女人的後裔會踩碎毒蛇的頭顱，在基督宗教這被視為耶穌藉由瑪利亞降生的預告。而瑪莉亞則因著她的信德和服從接受了天使所預 報的事蹟，因此參與了耶穌救世的計畫。在耶穌嬰孩時代，她既被預知了將會因耶穌的犧牲而承受的痛苦，也將小時的耶穌對其任務的預告默存於心。當耶穌受難時 她也在其十字架下方，分擔了這份痛苦。並被耶穌封為宗徒的母親。最後更被耶穌召至天上。
有鑑於此，對天主教而言瑪利亞為教會的母親，以及教會的典型和模範。教會對瑪利亞所行的敬禮與欽崇天主的禮儀有本質上的不同，不過對聖母的敬禮乃是為了增加對天主的欽崇而來的。為了避免產生誤會，教會對於聖母的敬禮則要避免過度的誇大，並要細心的研究聖經與聖傳，才能更合適的表達對聖母的敬愛。聖母擔任了教會對於救贖的希望與安慰，同時憲章也表達了希望藉由聖母的轉禱，「而得以在和平與敦睦中快樂地集合為天主的惟一子民。」

## 背景
教會為天主教團體及多數基督信仰團體的稱呼。在天主教神學中教會始於基督召選十二宗徒，並由十二位宗徒中的首席－伯多祿帶領初期的教會。而伯多祿的後繼者羅馬主教們則跟著繼承了領導教會的職責，並被稱為教宗。而主教們則作為宗徒們的繼承人領導各地教會。同而整個教會則是由各地區教會間的共融形成的。而為了說明教會的體系以及在信仰上的意義，於是延伸出了教會學這個神學中專門描述教會的學類。
在梵二前近代的教會學相關文獻，有教宗庇護十二世發表的《基督奧體》通諭，取材了保祿宗徒在其書信中的基督的身體論，以教會成員以耶穌為頭部組成了名為教會的肢體的意象詮釋了天主教的組織。此外亦有《天主的中介》通諭論及了在禮儀中信徒們的角色，跨越了原先只有神職人員舉行祭儀的印象，皆對梵二的教會學有所影響。最後形成了天主的子民教會學，側重於構成教會的人，而非之前的教會的章程。

## 影響
《教會》憲章討論到了普世主教集體性，重拾了東西教會分裂後強調了教宗的管轄權，因此未得到較多的重視的地方教會的價值。進而改善了聖座聖部集權的現象。為此教宗保祿六世也成立了世界主教會議作為普世主教集體性的展現。>
此外經由對信徒角色的詮釋，也改善了教會事務集中於神職人員身上的情況。同時給予了修會團體新的定位，說明修會團體與其他教會成員只有履行方式的差異，並非另外有別於會外的神職人員於信徒們。
並且《教會》憲章也承認了非羅馬天主教的基督信仰者，甚至是非基督信仰人士都與天主的子民有所聯繫而非斷絕於外。這也正式改變了天主教對於其他基督教派，以及其他宗教的官方立場。此與《教會對非基督宗教態度》宣言相互對應。